# Alföld (folyóirat, 1954–)
Az Alföld egy irodalmi, művészeti és kritikai folyóirat, amely 1954-től Debrecenben jelenik meg, változó periodicitással (negyedévente, kéthavonként, 1963 óta havonként). A rendszerváltástól az Alföld Alapítvány és Debrecen város önkormányzata adja ki.

## Története
A folyóirat jogelődje 1950 és 1953 között Építünk címen jelent meg, és főleg a debreceni irodalmi hagyományok ápolásáért tett sokat. Az 1954-től Alföld néven megjelenő folyóirat már az 1960-as évektől országosan ismertté vált. Egyre nagyobb teret engedett a kortárs magyar irodalomnak határokon belül és kívül, Világháló című rovata a világirodalomra való kitekintést szolgálja. Hajdú-Bihar megye tanácsa, majd Debrecen város tanácsa, 1963-tól a Lapkiadó Vállalat adta közre. A rendszerváltástól az Alföld Alapítvány és Debrecen város önkormányzata adja ki.
A folyóirat szerkesztősége 1998-ban a debreceni Csokonai Kiadóval közösen Alföld könyvek címen könyvsorozatot indított, hogy a szellemiségükben hozzájuk közel álló szerzők műveit kiadja. Már húsznál több kötetet jelentettek meg.

## AzAlföld-díj
A folyóirat szerkesztősége már 1978-tól rendszeresen tüntet ki kiváló írókat, költőket, irodalmárokat, képzőművészeket, e kitüntetés neve 1993-tól Alföld-díj. Néhány kitüntetett: Csoóri Sándor, Csurka István, Esterházy Péter, Kányádi Sándor, Király István, Kass János, Kukorelly Endre, Nádas Péter, Spiró György, Sütő András, Tandori Dezső, Térey János.

## Állományadatok

### Építünk
1.1950:1–2; 2.1951:3–6(1–4); 3.1952:7–10(1–4); 4.1953:11–12(1-2); 

### Alföld
5. 1954:13–18(1–6); 6.1955:19–23(1–5); 7.1956:24–29(1–5); 8.1957(1); 9.1958(1); 10.1959:1–4; 11.1960:1-6–13.1962:1-6; 14.1963:1-12–60.2009:1–12–

## Munkatársai

### Felelős szerkesztői
- Koczogh Ákos (1954–1957)
- Fábián Sándor (1958–1963)
- Mocsár Gábor (1962–1964)
- Baranyi Imre (1964–1968)
- Kovács Kálmán (1969–1978)
- Juhász Béla (1978–1988)
- Márkus Béla (1989–1993)
- Aczél Géza (1993–2015)
- Szirák Péter (2016-tól)

### Néhány szerkesztőbizottsági tag (betűrendben)
Aczél Endre, Bakó Endre, Boda István, Fábián Zoltán, Fülöp László, Imre László, Juhász Géza, Kiss Ferenc, Kiss Tamás, Simon Zoltán, Taar Ferenc, Tóth Endre

### Munkatársai1993után
Bertha Zoltán, Keresztury Tibor, Mészáros Sándor, Szirák Péter.

### Társszerkesztők2016-ban
Árfa János, Fodor Péter, Herczeg Ákos, Lapis József.

## Külső hivatkozások
- Az Alföld elektronikus változata